# Boo (Szwecja)
Boo – miejscowość (tätort) w Szwecji, w regionie administracyjnym (län) Sztokholm (gmina Nacka).  
Miejscowość jest położona w prowincji historycznej (landskap) Uppland na wyspie Värmdö, kilka kilometrów na wschód od Sztokholmu i cieśniny Skurusund. Boo jest połączone z resztą gminy Nacka mostem (Skurubron).
W 2010 roku Boo liczyło 24 052 mieszkańców.